# Ovčiarsko
Ovčiarsko (em húngaro: Juhászi) é um município da Eslováquia, situado no distrito de Žilina, na região de Žilina. Tem 4,89 km² de área e sua população em 2018 foi estimada em 638 habitantes.

## Demografia
| Ano:        | 1994 | 2004    | 2014    | 2024    |
| ----------- | ---- | ------- | ------- | ------- |
| Broj ljudi: | 423  | 483     | 621     | 744     |
| Razlika:    |      | +14,18% | +28,57% | +19,80% |

| Ano:               | 2023 | 2024   |
| ------------------ | ---- | ------ |
| Número de pessoas: | 735  | 744    |
| Diferença:         |      | +1,22% |